# Fenomenul de răpire extraterestră

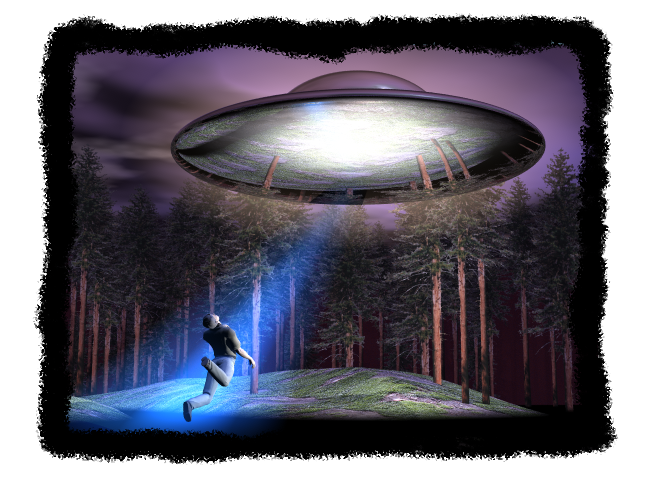
Reconstituire artistică a fenomenului de răpire extraterestră

Termenul de răpire extraterestră (en. alien abduction) descrie fenomenul subiectiv al amintirilor reale ale unor oameni de a fi luați în secret și/sau împotriva voinței lor de către entități non-umane și supuși unor proceduri complexe fizice și psihice. Oamenii care pretind că ar fi fost răpiți sunt de obicei numiți răpiți sau cei care au trecut prin experimente. De obicei sunt reclamate experimente medicale forțate, care pun accentul pe sistemul de reproducere. Răpiții, uneori, pretind că au fost avertizați despre abuzul oamenilor contra mediului înconjurător sau despre pericolele în ceea ce privește arma nucleară. În consecință, în timp ce multe dintre aceste întâlniri invocate sunt descrise ca fiind terifiante, unele au fost considerate plăcute.
Având în vedere numărul mic de dovezi fizice obiective, majoritatea oamenilor de știință și profesioniștii din domeniul sănătății mintale resping fenomenul catalogându-l drept "înșelăciune, sugestibilitate (predispoziție la fantezie, hipnotizabilitate, sindromul falsei-memorii), personalitate, paralizie în timpul somnului, psihopatologie, psihodinamică [și] factori de mediu". Cu toate acestea, regretatul profesor John Edward Mack, un respectat psihiatru de la Universitatea Harvard, care a fost chemat ca să investigheze un caz de răpire, a devenit atât de nedumerit de acest fenomen încât i-a consacrat o cantitate substanțială de timp pentru a investiga cazuri suplimentare, din dorința de a înțelege în mod obiectiv ce se întâmplă cu adevărat. Prof. Mack în cele din urmă a ajuns la concluzia că singurul fenomen din psihiatrie care ar putea explica în mod adecvat simptomelor pacienților în multe dintre cazurile cele mai convingătoare de răpiri ar fi sindromul de stres post-traumatic. După cum a menționat în acel moment, acest lucru ar însemna că pacientul este convins 100% că incidentul înspăimântător amintit a avut loc cu adevărat.

## Răpirile, sub lupa specialiștilor
În Statele Unite, răpirile OZN au devenit un veritabil fenomen sociologic. Dar astfel de "întâmplări" s-au semnalat și în Brazilia, Venezuela, Mexic, Anglia, Germania, Italia, Austria, Rusia, Polonia, Ungaria, România, Australia, Japonia, Iran, China, Malaysia, Africa de Sud, Zimbabwe, Tanzania, precum și în multe alte țări. 

## Peste 2000 de cazuri
Importanța pe care fenomenul răpirilor OZN a căpătat-o, mai ales în societatea americană, este ilustrată de faptul că între 13 și 17 iunie 1992, la Massachusetts Institute of Technology din orașul Cambridge, lângă Boston, una dintre cele mai faimoase universități politehnice din lume, a fost organizată, timp de cinci zile, Conferința pentru Studiul Răpirilor efectuate de OZN-uri. Participanții, cercetători cât se poate de respectabili, cum ar fi David Jacobs, Budd Hopkins, Thomas Bullard, Richard Boylan, John Carpenter, Jennz Randles sau Linda Moulton Howe, aveau circa 2000 de dosare referitoare la cazuri de persoane care afirmau că au fost răpite și examinate de creaturi nepământene. Oamenii cu pricina erau de diferite religii: prostestanți, catolici, evrei; de diferite vârste, cu cele mai diverse profesii, căsătoriți sau nu. 
La manifestare au fost prezente si mai multe victime ale răpirilor, care și-au expus detaliat întâplările prin care au trecut. Relatau, mai clar sau mai vag, istorisiri deloc plauzibile, ba chiar situații fizic imposibile, cum ar fi trecerea în plutire prin geamul închis sau oprirea scurgerii timpului.
Unul dintre copreședinții conferinței a fost John Mack, laureat al premiului Pulitzer, profesor de psihiatrie de peste douăzeci de ani la faimoasa Harvard Medical School și fost director al secției de psihiatrie al spitalului din Cambridge. Examinând în cabinetele sale din Cambridge și Boston circa două sute de persoane care susțineau că au fost răpite de OZN-uri, el a constatat că victimele erau sincere și păreau sănătoase mintal și emoțional. Pacienții săi au evocat conștient cam 80% din informația obținută, iar detaliile - obținute prin regresie hipnotică - coincideau în mod remarcabil cu cele reamintite conștient de alți martori, în condițiile în care aceștia nu vorbiseră între ei. Cu toții erau sincer marcați. Unii ar fi fost fericiți dacă li s-ar fi spus că suferă de o boală de care pot fi vindecați printr-un tratament adecvat.